# سلفاتوري سولو
سلفاتوري سولو (بالإيطالية: Salvatore Sullo)‏ (23 أكتوبر 1971 بنابولي في إيطاليا - ) هو لاعب كرة قدم إيطالي في مركز الوسط. لعب مع نادي أفيلينو ونادي بيسكارا ونادي ريجيانا 1919 ونادي مسينا وبوتولانا 1902 إنترنابولي ‏ ونادي إنترنبولي ‏ وASD Martina Calcio 1947 ‏ ونادي توريس.